# Yucuquetzahue Buena Vista
Yucuquetzahue Buena Vista är en ort i Mexiko.   Den ligger i kommunen Santa Cruz Itundujia och delstaten Oaxaca, i den sydöstra delen av landet, 300 km sydost om huvudstaden Mexico City. Yucuquetzahue Buena Vista ligger 2 609 meter över havet och antalet invånare är 117.
Terrängen runt Yucuquetzahue Buena Vista är huvudsakligen mycket bergig. Yucuquetzahue Buena Vista ligger uppe på en höjd. Runt Yucuquetzahue Buena Vista är det ganska glesbefolkat, med 30 invånare per kvadratkilometer. Närmaste större samhälle är Morelos, 9,3 km nordväst om Yucuquetzahue Buena Vista. I omgivningarna runt Yucuquetzahue Buena Vista växer huvudsakligen savannskog.